# 巴尔特鲁姆
巴尔特鲁姆（德語：Baltrum，發音：[ˈbaltʁʊm] ⓘ）是德国下萨克森州奥里希县的市镇，下辖同名海岛，面积6.5平方千米，2023年12月31日人口为573人，是下萨克森州人口最少的市镇及东弗里斯兰地区面积最小的市镇。